# Unione Sportiva Avellino 1973-1974
Questa voce raccoglie le informazioni riguardanti l'Unione Sportiva Avellino nelle competizioni ufficiali della stagione 1973-1974.

## Stagione
Nella stagione d'esordio in Serie B, l'Avellino riesce a disputare un buon campionato che le consente di mantenere la categoria.

## Organigramma societario
- Presidente: Antonio Sibilia
- Vice Presidente Arcangelo Iapicca
- Allenatore: Antonio Giammarinaro
- Allenatore in seconda:
- Massaggiatore: Donati

## Rosa
| N. |                   | Ruolo | Calciatore                   |
| -- | ----------------- | ----- | ---------------------------- |
|    | Italia (bandiera) | P     | Gianni Candussi              |
|    | Italia (bandiera) | P     | Domenico Delli Pizzi         |
|    | Italia (bandiera) | P     | Domenico Lamia Caputo        |
|    | Italia (bandiera) | P     | Marcello Violo               |
|    | Italia (bandiera) | D     | Mario Calosi                 |
|    | Italia (bandiera) | D     | Massimo Capoccia             |
|    | Italia (bandiera) | D     | Stefano Codraro              |
|    | Italia (bandiera) | D     | Angelo Colletta              |
|    | Italia (bandiera) | D     | Roberto Cottone              |
|    | Italia (bandiera) | D     | Piero Fraccapani (capitano)  |
|    | Italia (bandiera) | D     | Follero                      |
|    | Italia (bandiera) | D     | Eugenio Fumagalli            |
|    | Italia (bandiera) | D     | Elio Parolini                |
|    | Italia (bandiera) | D     | Bruno Piaser (vice capitano) |
|    | Italia (bandiera) | D     | Renato Tugliach              |
|    | Italia (bandiera) | C     | Pasquale Attanasio           |
|    | Italia (bandiera) | C     | Dionisio Collavini           |
|    | Italia (bandiera) | C     | Raffaele Di Risio            |

| N. |                       | Ruolo | Calciatore            |
| -- | --------------------- | ----- | --------------------- |
|    | San Marino (bandiera) | C     | Dante Maiani          |
|    | Italia (bandiera)     | C     | Pellegrino            |
|    | Italia (bandiera)     | C     | Flavio Ronchi         |
|    | Italia (bandiera)     | C     | Antonio Ruggeri       |
|    | Italia (bandiera)     | C     | Marco Sangiorgi       |
|    | Italia (bandiera)     | C     | Silvio Scapecchi      |
|    | Italia (bandiera)     | C     | Vincenzo Zucchini     |
|    | Italia (bandiera)     | A     | Antonio Bongiorni     |
|    | Italia (bandiera)     | A     | Michele De Foglio     |
|    | Italia (bandiera)     | A     | Emidio Di Carmine     |
|    | Italia (bandiera)     | A     | Costantino Fava       |
|    | Argentina (bandiera)  | A     | Juan Carlos Morrone   |
|    | Italia (bandiera)     | A     | Stefano Pellegrini    |
|    | Italia (bandiera)     | A     | Roberto Pisaniello    |
|    | Italia (bandiera)     | A     | Giovanni Roccotelli   |
|    | Italia (bandiera)     | A     | Giannantonio Sperotto |
|    | Italia (bandiera)     | A     | Claudio Turchetto     |

## Risultati

### Serie B

#### Girone di andata
| 30 settembre 1973 1ª giornata | Avellino | 2 – 3 referto | Brindisi |  |

| 7 ottobre 1973 2ª giornata | Catanzaro | 2 – 3 referto | Avellino |  |

| 14 ottobre 1973 3ª giornata | Avellino | 2 – 2 referto | Ascoli |  |

| 21 ottobre 1973 4ª giornata | Parma | 1 – 0 referto | Avellino |  |

| 28 ottobre 1973 5ª giornata | Avellino | 1 – 0 referto | Bari |  |

| 4 novembre 1973 6ª giornata | Brescia | 0 – 0 referto | Avellino |  |

| 11 novembre 1973 7ª giornata | Avellino | 1 – 0 referto | Arezzo |  |

| 18 novembre 1973 8ª giornata | Taranto | 0 – 0 referto | Avellino |  |

| 25 novembre 1973 9ª giornata | Avellino | 1 – 1 referto | Varese |  |

| 2 dicembre 1973 10ª giornata | SPAL | 1 – 1 referto | Avellino |  |

| 19 dicembre 1973 11ª giornata | Avellino | 1 – 0 referto | Catania |  |

| 16 dicembre 1973 12ª giornata | Avellino | 1 – 1 referto | Como |  |

| 23 dicembre 1973 13ª giornata | Reggiana | 1 – 1 referto | Avellino |  |

| 30 dicembre 1973 14ª giornata | Perugia | 1 – 0 referto | Avellino |  |

| 6 gennaio 1974 15ª giornata | Avellino | 1 – 0 referto | Ternana |  |

| 30 gennaio 1974 16ª giornata | Novara | 0 – 0 referto | Avellino |  |

| 20 gennaio 1974 17ª giornata | Avellino | 3 – 0 referto | Reggina |  |

| 27 gennaio 1974 18ª giornata | Atalanta | 1 – 0 referto | Avellino |  |

| 14 febbraio 1974 19ª giornata | Avellino | 0 – 0 referto | Palermo |  |

#### Girone di ritorno
| 10 febbraio 1974 20ª giornata | Brindisi | 1 – 1 referto | Avellino |  |

| 17 febbraio 1974 21ª giornata | Avellino | 1 – 1 referto | Catanzaro |  |

| 24 febbraio 1974 22ª giornata | Ascoli | 2 – 0 referto | Avellino |  |

| 3 marzo 1974 23ª giornata | Avellino | 2 – 0 referto | Parma |  |

| 10 marzo 1974 24ª giornata | Bari | 1 – 0 referto | Avellino |  |

| 17 marzo 1974 25ª giornata | Avellino | 1 – 0 referto | Brescia |  |

| 24 marzo 1974 26ª giornata | Arezzo | 3 – 0 referto | Avellino |  |

| 31 marzo 1974 27ª giornata | Avellino | 1 – 1 referto | Taranto |  |

| 7 aprile 1974 28ª giornata | Varese | 3 – 2 referto | Avellino |  |

| 14 aprile 1974 29ª giornata | Avellino | 0 – 2 referto | SPAL |  |

| 21 aprile 1974 30ª giornata | Catania | 1 – 0 referto | Avellino |  |

| 28 aprile 1974 31ª giornata | Como | 2 – 1 referto | Avellino |  |

| 5 maggio 1974 32ª giornata | Avellino | 1 – 0 referto | Reggiana |  |

| 12 maggio 1974 33ª giornata | Avellino | 0 – 0 referto | Perugia |  |

| 19 maggio 1974 34ª giornata | Ternana | 3 – 1 referto | Avellino |  |

| 26 maggio 1974 35ª giornata | Avellino | 3 – 1 referto | Novara |  |

| 2 giugno 1974 36ª giornata | Reggina | 1 – 0 referto | Avellino |  |

| 9 giugno 1974 37ª giornata | Avellino | 2 – 1 referto | Atalanta |  |

| 16 giugno 1974 38ª giornata | Palermo | 2 – 0 referto | Avellino |  |

## Statistiche

### Statistiche di squadra
| Competizione | Punti | In casa | In casa | In casa | In casa | In casa | In casa | In trasferta | In trasferta | In trasferta | In trasferta | In trasferta | In trasferta | Totale | Totale | Totale | Totale | Totale | Totale | DR |
| Competizione | Punti | G       | V       | N       | P       | Gf      | Gs      | G            | V            | N            | P            | Gf           | Gs           | G      | V      | N      | P      | Gf     | Gs     | DR |
| ------------ | ----- | ------- | ------- | ------- | ------- | ------- | ------- | ------------ | ------------ | ------------ | ------------ | ------------ | ------------ | ------ | ------ | ------ | ------ | ------ | ------ | -- |
| Serie B      | 35    | 19      | 10      | 7       | 2       | 24      | 13      | 19           | 1            | 6            | 12           | 10           | 26           | 38     | 11     | 13     | 14     | 34     | 39     | -5 |
| Coppa Italia | 3     | 2       | 1       | 1       | 0       | 3       | 2       | 2            | 0            | 0            | 2            | 1            | 4            | 4      | 1      | 1      | 2      | 4      | 6      | -2 |
| Totale       |       | 21      | 11      | 8       | 2       | 27      | 15      | 21           | 1            | 6            | 14           | 11           | 30           | 42     | 12     | 14     | 16     | 38     | 55     | -7 |

### Statistiche dei giocatori
| Giocatore       | Serie B  | Serie B | Serie B     | Serie B    | Coppa Italia | Coppa Italia | Coppa Italia | Coppa Italia | Totale   | Totale | Totale      | Totale     |
| Giocatore       | Presenze | Reti    | Ammonizioni | Espulsioni | Presenze     | Reti         | Ammonizioni  | Espulsioni   | Presenze | Reti   | Ammonizioni | Espulsioni |
| --------------- | -------- | ------- | ----------- | ---------- | ------------ | ------------ | ------------ | ------------ | -------- | ------ | ----------- | ---------- |
| A. Bongiorni    | 2        | 0       | ?           | ?          | 2            | 0            | ?            | ?            | 4        | 0      | ?           | ?          |
| M. Calosi       | 19       | 0       | ?           | ?          | 4            | 0            | ?            | ?            | 23       | 0      | ?           | ?          |
| G. Candussi     | 23       | -18     | ?           | ?          | -            | -            | -            | -            | 23       | -18    | 0+          | 0+         |
| M. Capoccia     | -        | -       | -           | -          | 2            | 0            | ?            | ?            | 2        | 0      | 0+          | 0+         |
| S. Codraro      | 35       | 1       | ?           | ?          | -            | -            | -            | -            | 35       | 1      | 0+          | 0+         |
| D. Collavini    | 24       | 1       | ?           | ?          | -            | -            | -            | -            | 24       | 1      | 0+          | 0+         |
| A. Colletta     | 3        | 0       | ?           | ?          | -            | -            | -            | -            | 3        | 0      | 0+          | 0+         |
| Cottone         | 1        | 0       | ?           | ?          | -            | -            | -            | -            | 1        | 0      | 0+          | 0+         |
| M. De Foglio    | -        | -       | -           | -          | 2            | 0            | ?            | ?            | 2        | 0      | 0+          | 0+         |
| Di Carmine      | -        | -       | -           | -          | 1            | 0            | ?            | ?            | 1        | 0      | 0+          | 0+         |
| R. Di Risio     | -        | -       | -           | -          | 1            | 0            | ?            | ?            | 1        | 0      | 0+          | 0+         |
| C. Fava         | 38       | 5       | ?           | ?          | 4            | 0            | ?            | ?            | 42       | 5      | ?           | ?          |
| P. Fraccapani   | 29       | 0       | ?           | ?          | 3            | 0            | ?            | ?            | 32       | 0      | ?           | ?          |
| E. Fumagalli    | 33       | 0       | ?           | ?          | -            | -            | -            | -            | 33       | 0      | 0+          | 0+         |
| D. Lamia Caputo | 12       | -14     | ?           | ?          | 4            | -6           | ?            | ?            | 16       | -20    | ?           | ?          |
| D. Maiani       | 3        | 0       | ?           | ?          | -            | -            | -            | -            | 3        | 0      | 0+          | 0+         |
| J.C. Morrone    | 26       | 0       | ?           | ?          | -            | -            | -            | -            | 26       | 0      | 0+          | 0+         |
| E. Parolini     | 25       | 2       | ?           | ?          | 4            | 0            | ?            | ?            | 29       | 2      | ?           | ?          |
| S. Pellegrini   | 11       | 2       | ?           | ?          | -            | -            | -            | -            | 11       | 2      | 0+          | 0+         |
| Pellegrino      | 2        | 0       | ?           | ?          | -            | -            | -            | -            | 2        | 0      | 0+          | 0+         |
| Pisaniello      | 1        | 0       | ?           | ?          | -            | -            | -            | -            | 1        | 0      | 0+          | 0+         |
| B. Piaser       | 25       | 2       | ?           | ?          | 4            | 0            | ?            | ?            | 29       | 2      | ?           | ?          |
| G. Roccotelli   | 37       | 7       | ?           | ?          | 4            | 1            | ?            | ?            | 41       | 8      | ?           | ?          |
| F. Ronchi       | 18       | 1       | ?           | ?          | -            | -            | -            | -            | 18       | 1      | 0+          | 0+         |
| Scapecchi       | 2        | 0       | ?           | ?          | 3            | 0            | ?            | ?            | 5        | 0      | ?           | ?          |
| G. Sperotto     | 34       | 8       | ?           | ?          | 3            | 0            | ?            | ?            | 37       | 8      | ?           | ?          |
| R. Tugliach     | 10       | 0       | ?           | ?          | -            | -            | -            | -            | 10       | 0      | 0+          | 0+         |
| C. Turchetto    | 29       | 3       | ?           | ?          | 4            | 2            | ?            | ?            | 33       | 5      | ?           | ?          |
| Violo           | 6        | -7      | ?           | ?          | -            | -            | -            | -            | 6        | -7     | 0+          | 0+         |
| V. Zucchini     | 4        | 0       | ?           | ?          | 3            | 1            | ?            | ?            | 7        | 1      | ?           | ?          |